# أعمال الشغب الإندونيسية مايو 1998
كانت أعمال الشغب الإندونيسية في مايو 1998، والمعروفة أيضًا بمأساة 1998 أو ببساطة حادثة 1998، أحداث عنف جماعي ومظاهرات واضطرابات مدنية ذات طبيعة إثنية اندلعت في جميع أنحاء إندونيسيا وخاصة في مدينة ميدان عاصمة مقاطعة سومطرة الشمالية (4 – 8 مايو) والعاصمة جاكرتا (12 – 15 مايو) ومدينة سوراكارتا (تدعى أيضًا سولو) في مقاطعة جاوة الوسطى (13 – 15 مايو). اندلعت أعمال الشغب بسبب المشاكل الاقتصادية، ولا سيما نقص الغذاء والبطالة المتفشية. أدت هذه الأحداث في النهاية إلى استقالة الرئيس سوهارتو وسقوط النظام الجديد للحكومة. كان الإندونيسيون من أصل صيني الأهداف الرئيسية لأعمال العنف، لكن معظم الإصابات نجمت عن حريق هائل وكانت بين مثيري الشغب.
تشير التقديرات إلى مقتل أكثر من ألف شخص في أعمال الشغب. أُبلغ عن 168 حالة اعتداء على الأقل، وقدرت قيمة الأضرار المادية بأكثر من 3.1 ترليون روبية (260 مليون دولار أمريكي تقريبًا). لحد عام 2010، لم تكن الإجراءات القانونية المتعلقة بأعمال الشغب قد اكتملت بعد.

## أعمال الشغب

### ميدان (4 – 8 مايو)
مع بداية شهر مايو، كان الطلاب يتظاهرون في حرم الجامعات في جميع أنحاء ميدان منذ شهرين تقريبًا. اقترن العدد المتزايد للمتظاهرين مع تصاعد مطالبات العامة بإجراء إصلاحات شاملة. في 27 أبريل، أُلقي اللوم في وفاة طالب في حادث سيارة على مسؤولي الأمن الذين أطلقوا الغاز المسيل للدموع على الحرم الجامعي. على مدى الأيام القليلة التالية، تصاعدت الاشتباكات بين الطلاب وقوات الأمن. في 2 مايو، تعرضت صالة عرض «السيارة الوطنية» تيمور للهجوم، وهي السيارة التي قاد تطورها المثير للجدل تومي سوهارتو، نجل الرئيس.
عندما أعلنت الحكومة في 4 مايو أنها ستزيد من سعر البنزين بنسبة 70% وستضاعف سعر الكهرباء ثلاثة أضعاف، لم تستكن مجموعات الحرم الجامعي. اجتمع أكثر من 500 طالب في المعهد الحكومي لتدريب المعلمين وتعليمهم. أغلقت قوات الأمن الحرم الجامعي لمنع الطلاب من المغادرة وزُعم أنها ألقت قنابل المولوتوف على المتظاهرين خلال اليوم. على الرغم من تفرق الطلاب في وقت متأخر من بعد الظهر، أُحضرت قوات بديلة لإبقائهم في الحرم الجامعي طوال الليل. عندما سُمح لهم بالعودة إلى منازلهم بعد ساعات، ورد أن الشرطة أوقفت مجموعة من الطلاب واعتدت عليهم. انتشر خبر هذا الاعتداء عبر العديد من الشهود، وهاجمت مجموعة كبيرة فيما بعد مركزًا لشرطة المرور ودمرته. مع فرار رجال الشرطة الأقل عددًا، بدأ المتظاهرون في مهاجمة مراكز التسوق ومخفر آخر للشرطة. تدفق الآلاف إلى الشوارع وأحرقوا السيارات والمحال التجارية حتى وقت متأخر من الليل.
في صباح يوم 5 مايو، تجمع حشد في مركز للشرطة بعد أن أُفيد باعتقال أكثر من 50 شخصًا يشتبه في تورطهم في هجوم الليلة السابقة. ومع وصول المزيد من رجال الشرطة لمواجهة الحشد، تعرض المركز للهجوم. تحرك الحشد نحو سوق تيمبانغ المجاور وأحرقوا السيارات وهاجموا المنازل. نُهبت المتاجر التي يملكها الإندونيسيون الصينيون، في حين أنهم، حسبما ورد، تركوا المتاجر التي تحمل عبارة «ميليك بريبومي» (التي يملكها السكان الأصليون لإندونيسيا، بريبومي) على جدرانها، دون مساس. حين وصلت قوات اللواء المتنقل بعد الظهر، فُرق الحشد بالغاز المسيل للدموع. مع إغلاق الأعمال التجارية في ميدان في اليوم التالي، هاجم آلاف الأشخاص الأسواق في جميع أنحاء المدينة والمناطق المحيطة بها. أطلقت الشرطة وجنود مكافحة الشغب الرصاص المطاطي على الحشد لتفريقه لكنهم لم يتمكنوا من ذلك. انتهت أعمال العنف بعد يومين بوفاة ستة أشخاص (اثنان بطلق ناري) وإصابة 100 آخرين (تسعة منهم بطلقات نارية). احتجزت الشرطة 51 شخصًا لاستجوابهم، وقُدرت الأضرار بمئات مليارات الروبيات. كانت معظم المحلات التجارية المنهوبة في المناطق المجاورة للسكان الأصليين والضواحي مثل جالان أكسارا، وتيمبونغ، وباسار بارو، وبرايان، وبانسينغ. وفي نفس الوقت، كانت المناطق ذات الغالبية الصينية كميدان كوتا وميمون (جالان آسيا وكيساوان وباندو وسيريبون وواحيدين وسوتريسنو وسومطرة) وسيمارا وسونغال وسيتيابودي والعديد من الطرق المجاورة آمنة في الغالب من الغوغاء بسبب الحراسة المشددة من قِبل أهالي المنطقة.

### جاكرتا (12 – 14 مايو)
في 9 مايو، بعد يوم واحد على انتهاء أعمال العنف في ميدان، غادر الرئيس سوهارتو البلاد لحضور قمة مجموعة الخمسة عشر في القاهرة، مصر. قبل مغادرته، دعا الشعب إلى وقف الاحتجاجات. قال لدورية سوارا بيمباروان: «أرى أننا إذا واصلنا على هذا النحو فلن يكون هناك تقدم». عاد لاحقًا إلى إندونيسيا في وقت أبكر من الموعد المقرر في 14 مايو، وذلك حين وقعت أسوأ أعمال العنف في جاكرتا. أصبح حرم جامعة تريساكتي في غروغول بجاكرتا الغربية موقعًا لتجمع 10,000 طالب في 12 مايو. كانوا قد خططوا للسير جنوبًا نحو مبنى البرلمان، لكن قوات الأمن لم تسمح لهم بمغادرة الحرم الجامعي. نظم طلاب الجامعة اعتصامًا خارج بوابات الحرم الجامعي، وأطلقت الشرطة النار عليهم ورد المتظاهرون بإلقاء الحجارة على الشرطة. قُتل أربعة طلاب في الفوضى التي نجمت عن ذلك.
نتيجة لمقتل الطلاب، وقعت أعمال عنف كبيرة في جميع أنحاء جاكرتا في اليوم التالي. حوصر متجر ماتاهاري في منطقة جاتينجارا الشرقية ومتجر يوجيا بلازا في كليندر وأُحرقا عمدًا. تشير التقديرات إلى مقتل ما لا يقل عن ألف شخص داخل المبنيين أثناء الحريق. هاجم الرعاع غلودوك في الجزء الشمالي الغربي من المدينة، حيث تضررت المنطقة التجارية في الحي الصيني في جاكرتا بشكل بالغ. بحسب ما ورد دفع بعض أصحاب المحلات إلى البلطجية المحليين لحمايتهم من العنف لأن قوات الأمن كانت غائبة بشكل شبه تام في أغلب الأحيان. وقعت أعمال شغب بالقرب من ميناء تانجونج بريوك في الشمال، ومدينة تانقيرانغ في الغرب، وكيبايوران بارو في الجنوب. كانت العقارات التي يملكها الإندونيسيون الصينيون هي الأهداف الأكثر شيوعًا.

### سوراكارتا (14 – 15 مايو)
بدأت الاحتجاجات الطلابية في سوراكارتا (تدعى أيضًا سولو) منذ شهر مارس في جامعة سوراكارتا المحمدية (يو إم إس) وجامعة سيبلاس ماريت (يو إن إس) وتصاعدت خلال الشهرين التاليين، مما دفع الشرطة إلى وضع رجالها خارج حرم الجامعتين لمنعهم من الخروج إلى الشوارع. في يوم 8 مايو، عُرف فيما بعد باسم «الجمعة الدامية»، أدى اشتباك بين طلاب يو إن إس وقوات الشرطة إلى إصابة مئات الطلاب. أيضًا، ظهرت أدلة على عمليات إطلاق نار، إذ أطلقت الشرطة قنابل الغاز المسيل للدموع والرصاص المطاطي.
اشتبك طلاب يو إم إس مع قوات الأمن في 14 مايو أثناء احتجاج على إطلاق نارٍ في تريساكتي في جاكرتا. زعم تقرير حول الحادثة أن العنف كان بسبب إلقاء الطلاب الحجارة وغيرها على الشرطة من الحرم الجامعي. لم تتمكن قوات الأمن من تفريق المجموعة، وانتقل الحشد الغاضب المكون من 1,000 شخص باتجاه الشرق إلى المدينة. تعرضت صالة عرض سيارات تيمور للهجوم، على غرار أعمال العنف في ميدان في وقت سابق من الشهر. وصلت قوات كوستراد (الجيش الاحتياطي الاستراتيجي) بعد أن هاجمت الحشود البنوك والمباني العامة في وسط المدينة، ومنعتهم من الوصول إلى مبنى البلدية. من هناك، انفصلوا إلى مجموعات أصغر وهاجموا المناطق المحيطة بسوراكارتا. تدفق المزيد من الأفراد إلى الشوارع عندما أُشعلت النيران في الإطارات عند التقاطعات. كان وسط مدينة سوراكارتا دون حماية، بسبب بقاء 11 سرية من بريمبو (قوات اللواء المتنقل) وقوات مكافحة الشغب وجنود كوستراد في حرم يو إم إس. بالإضافة إلى ذلك، غادر عناصر من كوباسوس (القوات الخاصة) المدينة في وقت سابق من اليوم. قيل إن مجموعة من 15 «محرضًا» وجهوا الحشود باستخدام أجهزة اللاسلكي وحرضوا على بعض أعمال العنف باستخدام العتلات لفتح المباني وإلقاء قنابل المولوتوف داخلها.
بسبب انقطاع التيار الكهربائي عن جميع أنحاء المدينة مساء ذلك اليوم، لم يتمكن السكان من تلقي تغطية تلفزيونية وإذاعية للأحداث. بدلًا من ذلك، اعتمدوا على صحيفة سولو بوس المحلية للحصول على تقارير اليوم السابق في 15 مايو. مع استمرار الاعتداءات لليوم الثاني، نظم 10,000 طالب متظاهر احتجاجًا سلميًا منفصلًا وساروا من حرم يو إن إس إلى مبنى البلدية، موضحين أنهم ليسوا على صلة بعنف الغوغاء.